# Arvoredo
Arvoredo est une ville brésilienne de l'ouest de l'État de Santa Catarina.

## Géographie
Arvoredo se situe par une latitude de 27° 04′ 28″ sud et par une longitude de 52° 27′ 21″ ouest, à une altitude de 362 mètres.
Sa population était de 2 256 habitants au recensement de 2010. En 2000, 82 % de la population résidait en zone rural. La municipalité s'étend sur 91 km2.
La ville se trouve à 552 km à l'ouest de la capitale de l'État, Florianópolis. Elle fait partie de la microrégion de Concórdia, dans la mésorégion Ouest de Santa Catarina.
Le climat de la municipalité est subtropical humide, aux étés chauds et aux hivers froids. La température moyenne est de 18,1 °C,.
Le relief est formé de plaines est de hauts-plateaux, parcourus par les rio Irani et Ariranha. Le principal massif de la municipalité s'appelle serra do Gregório. La végétation est formée principalement de cèdres et d'anadenanthera. L'eucalyptus est principalement utilisé pour la reforestation.
L'IDH de la ville était de 0,751 en 2000 (PNUD).

## Histoire
Les tropeiros transitant entre le nord-ouest du Rio Grande do Sul et le sud-ouest du Paraná passaient par la région de l'ouest de Santa Catarina. Ils avaient pris l'habitude de s'arrêter sur le territoire de la municipalité actuelle. Dans les années 1940, quelques familles d'origine italienne venues du Rio Grande do Sul s'installent dans la région, donnant naissance à la localité qui prend le nom d'Arvoredo. En 1965, la localité devient district de Seara. La municipalité devient indépendante le 9 janvier 1992,,.

## Économie
L'économie de la municipalité est principalement basée sur l'agriculture, principalement la culture des céréales, du manioc, de l'oignon ou de la canne à sucre, l'élevage bovin et porcin,.

## Villes voisines
Arvoredo est voisine des municipalités (municípios) suivantes :
- Xanxerê ;
- Xavantina ;
- Seara ;
- Chapecó ;
- Xaxim.